# علي الصغير المسلاتي
علي الصغير محمد صالح المسلاتي مدير عام المؤسسة الوطنية للنفط الليبية.

## عنه
هو من مواليد شارع عمر بن العاص بمدينة بنغازي سنة 1959ومن سكان الزريريعية تحصل على بكالوريوس من جامعة قاريونس سنة 1984ف وماجستير في الجولوجيا من جامعة غلاسكو سنة 1991. أصبح مدير عام المؤسسة الوطنية للنفط نائباً لشكري غانم في نهاية 2008. وسبق له أن شغل منصب رئيس لجنة الإدارة في شركة سرت للنفط. وكان من القلائل الذين ساهموافي تطور شركة سرت كمن سبقه في مناصب الشركة المختلفة مثل أحمد الهادي عون، خليل رستم. حيث انشق عن نظام القذافي بداية الحرب الأهلية الليبية.